# Benedikt Höwedes
Benedikt Höwedes (Haltern, 1988. február 29. –) világbajnok német válogatott labdarúgó.

## Pályafutása

### Klubcsapatokban

#### Fiatal évei
1994-ben a szülővárosában a TuS Haltern-nél kezdett focizni, rövid ideig csapattársa volt Sérgio Pinto és Christoph Metzelder. 2000-ig volt a Haltern csapatánál, majd egy évet az SG Herten-Langenbochum-nál volt. 2001-ben került a Schalke 04 ifjúsági akadémiájára. 2003-ban az U19-es csapat kapitánya lett, majd a 2006-os ifjúsági bajnokságot megnyerték.

#### Schalke 04
2006. szeptember 17-én mutatkozott be a Schalke II csapatában az Arminia Bielefeld II elleni bajnoki találkozón. 2007-ben írta alá profi szerződését a klubbal a 2009-2010-es szezonig, majd júliusban csatlakozott a kerethez. 2007. október 3-án debütált a bajnokok ligájában a Rosenborg BK ellen a Schalke színeiben. Három nappal később a bajnokságban a Karlsruher SC csapata ellen mutatkozott be. 2008. október 19-én a Hamburger SV ellen megszerezte első gólját felnőtt szinten. December 10-én meghosszabbította szerződését 2014. június 30-ig. 2009. február 7-én második bajnoki gólját szerezte meg a Werder Bremen ellen.
Augusztus 1-jén a Germania Windeck ellen 4–0-ra megnyert kupa mérkőzésen a 2009–10-es szezonbeli első gólját szerezte meg. Szeptember 18-án a VfL Wolfsburg ellen volt eredményes a 2–1-re elvesztett bajnoki mérkőzésen. Október 28-án felnőtt pályafutása első dupláját szerezte a TSV 1860 München elleni kupamérkőzésen. 2010. február 26-án a Borussia Dortmund 2–1-re való legyőzéséből vette ki részét egy góllal. A következő fordulóban ismét eredményes volt, az Eintracht Frankfurt csapata ellen.
December 4-én góllal járult hozzá csapata 2–0-s sikeréhez a Bayern München elleni bajnoki mérkőzésen. Pár nappal később a bajnokok ligájában a portugál Benfica ellen is eredményes tudott lenni. 2011. április 13-án szezonbeli második nemzetközi gólját is megszerezte, az olasz Internazionale elleni 2–1-re megnyert mérkőzésen. Május 21-én a német kupa-döntőben a Schalke 5–0-ra győzte le az MSV Duisburg csapatát a berlini Olimpiai Stadionban, Höwedes egy gólt szerzett.
A 2011–12-es szezonban a 3. fordulóban a Mainz 05 ellen szerezte meg az egyetlen gólját, ettől az évtől csapatkapitány lett. A következő idényben 2 gólt szerzett. 2012. szeptember 18-án a görög Olimbiakósz ellen 2–1-re megnyert idegenbeli bajnokok ligája mérkőzésen csapata első gólját szerezte meg. December 4-én a francia Montpellier ellen is eredményes volt. A 2013–14-es szezonban a német kupában az SV Darmstadt 98 ellen és a bajnokságban az Eintracht Frankfurt ellen szerzett egy-egy gólt. 2013 márciusában 2017-ig meghosszabbította szerződését a klub.
2014. augusztus 30-án a 3. fordulóban a Bayern München csapata ellen 1–1-re végződő mérkőzésen gólt szerzett. Október 21-én a bajnokok ligájában a Sporting CP ellen 4–3-ra megnyert mérkőzésen ismét eredményes tudott lenni. A 19. fordulóban ismét 1–1-re végződőt a Bayern München elleni mérkőzés, ezen a találkozón is gólt szerzett. 2015. október 17-én a Hertha BSC ellen a 27. percben szerzett gólt, 2–1-re nyertek. Október 25-én a Borussia Mönchengladbach ellen lépett 200. alkalommal pályára a Bundesligában. 2016 februárjában 2020-ig meghosszabbította szerződését.
2016. szeptember 29-én az osztrák Red Bull Salzburg ellen 3–1-re megnyert Európa-liga mérkőzésen megszerezte a 2016–17-es szezonbeli első gólját, valamint az Európa-ligában is. 2017. április 28-án a bajnokságban volt eredményes a Bayer 04 Leverkusen ellen. A nyári átigazolás időszakban jelezte a klub vezetősége felé, hogy az olasz Juventus csapatába kíván távozni. A Schalke 04 csapatában 335 tétmérkőzésen lépett pályára és ezeken a találkozókon szerzett 23 gólt.

#### Juventus
2017. augusztus 30-án a Juventus egy évre kölcsönvett a Schalkétól, a szezon végén pedig 16 millió euróért végleg szerződtethetik őt. Szeptemberben edzésen izomsérülést szenvedett, amiatt egy hónapig nem játszhat, így a debütálása még váratott magára. November 26-án mutatkozott be az olaszok színeiben a Crotone ellen kezdőként, majd Miralem Pjanić váltotta a 68. percben őt. 2018. április 15-én tért vissza hosszú sérüléséből és második mérkőzésén megszerezte első gólját az UC Sampdoria ellen. Egy héttel később utolsó mérkőzésén lépett pályára a klubban, az SSC Napoli ellen 1–-ra elvesztett hazai mérkőzésen. Az olasz klubnak opciós joga volt a játékos végleges megvásárlására, végül nem élt a lehetőséggel. Ebben közrejátszott Höwedes különböző sérülései is, ami miatt mindössze három bajnokin játszott.

#### Lokomotyiv Moszkva
A 2018-as nyári átigazolási időszakban 4 évre aláírt az orosz Lokomotyiv Moszkva csapatához. Augusztus 19-én debütált a Krilja Szovetov Szamara 1–0-ra megnyert bajnoki mérkőzésén, a 81. percben Alekszej Mirancsuk cseréjeként. október 7-én első gólját szerezte meg a CSZKA Moszkva ellen. November 3-án az Arszenal Tula csapata ellen szerezte meg második bajnoki gólját.
2020 nyarán családi okokra hivatkozva bejelentette visszavonulását.

### Válogatott
Többszörös német korosztályos válogatott. A 2007-es U19-es labdarúgó-Európa-bajnokságon mind a három csoportmérkőzésen pályára lépett, valamint Görögország ellen 3–2-re elvesztett elődöntő találkozón is. 2007 szeptemberében megkapta a Fritz Walter-medál aranyfokozatát az U19-es korosztályban. A Svédországban megrendezett 2009-es U21-es labdarúgó-Európa-bajnokságon a Finnország ellen csoportmérkőzésen gólt szerzett. A döntőben Anglia ellen 4–0-ra nyertek.
2011. május 29-én az Uruguayi labdarúgó-válogatott ellen debütált a felnőttek között. Június 7-én az Azeri labdarúgó-válogatott ellen gólpasszt adott Mesut Özilnek a 3-1-re megnyert mérkőzésen a 2012-es labdarúgó-Európa-bajnokság selejtezőjében. A 2012-es labdarúgó-Európa-bajnokságra utazó német keretnek is tagja volt. 2012. augusztus 15-én Argentína ellen megszerezte első felnőtt válogatott gólját. Bekerült a 2014-es labdarúgó-világbajnokságra utazó keretbe. 2014. június 6-án az örmény labdarúgó-válogatott ellen a 73. percben megszerezte második válogatott gólját a 6–0-ra megnyert felkészülési mérkőzésen. A világbajnokságot megnyerő keret tagjaként megkapta az aranyérmet. A 2016-os labdarúgó-Európa-bajnokságon Ukrajna és Lengyelország ellen végigjátszotta a két mérkőzést. Az elődöntőben Franciaország ellen maradtak alul, így bronzérmesként távoztak a tornáról.

## Statisztika

### Klub
2018. december 17-i állapotnak megfelelően.
| Klub adatok        | Klub adatok | Klub adatok          | Bajnokság | Bajnokság | Kupa     | Kupa | Nemzetközi | Nemzetközi | Egyéb    | Egyéb | Összesen | Összesen |
| Klub               | Szezon      | Bajnokság            | Mérkőzés  | Gól       | Mérkőzés | Gól  | Mérkőzés   | Gól        | Mérkőzés | Gól   | Mérkőzés | Gól      |
| ------------------ | ----------- | -------------------- | --------- | --------- | -------- | ---- | ---------- | ---------- | -------- | ----- | -------- | -------- |
| Schalke II         | 2006–07     | Oberliga Westfalen   | 1         | 0         | —        | —    | —          | —          | —        | —     | 1        | 0        |
| Schalke II         | 2007–08     | Oberliga Westfalen   | 13        | 0         | —        | —    | —          | —          | —        | —     | 13       | 0        |
| Schalke II         | 2008–09     | Regionalliga West    | 1         | 0         | —        | —    | —          | —          | —        | —     | 1        | 0        |
| Schalke II         | Összesen    | Összesen             | 15        | 0         | —        | —    | —          | —          | —        | —     | 15       | 0        |
| Schalke            | 2007–08     | Bundesliga           | 6         | 0         | 0        | 0    | 3          | 0          | —        | —     | 9        | 0        |
| Schalke            | 2008–09     | Bundesliga           | 24        | 2         | 2        | 0    | 7          | 0          | —        | —     | 33       | 2        |
| Schalke            | 2009–10     | Bundesliga           | 33        | 3         | 3        | 3    | -          | -          | —        | —     | 36       | 6        |
| Schalke            | 2010–11     | Bundesliga           | 30        | 1         | 6        | 1    | 10         | 2          | 1        | 0     | 47       | 4        |
| Schalke            | 2011–12     | Bundesliga           | 22        | 1         | 3        | 0    | 8          | 0          | 1        | 0     | 34       | 1        |
| Schalke            | 2012–13     | Bundesliga           | 32        | 0         | 3        | 0    | 8          | 2          | —        | —     | 43       | 2        |
| Schalke            | 2013–14     | Bundesliga           | 19        | 1         | 3        | 1    | 10         | 0          | —        | —     | 32       | 2        |
| Schalke            | 2014–15     | Bundesliga           | 28        | 2         | 0        | 0    | 6          | 1          | —        | —     | 34       | 3        |
| Schalke            | 2015–16     | Bundesliga           | 15        | 1         | 1        | 0    | 3          | 0          | —        | —     | 19       | 1        |
| Schalke            |             | Bundesliga           | 31        | 1         | 4        | 0    | 11         | 1          | —        | —     | 46       | 2        |
| Schalke            | Összesen    | Összesen             | 240       | 12        | 27       | 5    | 66         | 6          | 2        | 0     | 335      | 23       |
| Juventus           | 2017–18     | Serie A              | 3         | 1         | 0        | 0    | 0          | 0          | —        | —     | 3        | 1        |
| Juventus           | Összesen    | Összesen             | 3         | 1         | 0        | 0    | 0          | 0          | —        | —     | 3        | 1        |
| Lokomotyiv Moszkva | 2018–19     | Orosz Premier League | 17        | 3         | 4        | 1    | 5          | 0          | —        | —     | 26       | 4        |
| Lokomotyiv Moszkva | 2019–20     | Orosz Premier League | 19        | 0         | 0        | 0    | 6          | 0          | —        | —     | 25       | 0        |
| Lokomotyiv Moszkva | Összesen    | Összesen             | 36        | 3         | 4        | 1    | 11         | 0          | —        | —     | 51       | 4        |
| Összesen           | Összesen    | Összesen             | 294       | 16        | 29       | 5    | 71         | 6          | 2        | 0     | 385      | 28       |

### Válogatott
2017. március 27-én frissítve.
| Nemzet      | Évek     | Pályára lépések | Gólok |
| ----------- | -------- | --------------- | ----- |
| Németország |          |                 |       |
| 2011        | 6        | 0               |       |
| 2012        | 4        | 1               |       |
| 2013        | 8        | 0               |       |
| 2014        | 13       | 1               |       |
| 2015        | 1        | 0               |       |
| 2016        | 11       | 0               |       |
| 2017        | 1        | 0               |       |
| Összesen    | Összesen | 44              | 2     |

### Válogatott góljai
| #  | Időpont             | Helyszín                                  | Ellenfél     | Gólok | Eredmény | Kiírás              |
| -- | ------------------- | ----------------------------------------- | ------------ | ----- | -------- | ------------------- |
| 1. | 2012. augusztus 15. | Commerzbank-Arena, Frankfurt, Németország | Argentína    | 1–3   | 1–3      | Barátságos mérkőzés |
| 2. | 2014. június 6.     | Coface Arena, Mainz, Németország          | Örményország | 3–1   | 6–1      | Barátságos mérkőzés |

## Sikerei, díjai

### Klub
- Schalke 04:
  - Német kupa: 2010–11
  - Német szuperkupa: 2011
- Juventus:
  - Olasz bajnok: 2017–18
  - Olasz kupa: 2017–18

### Válogatott
- U21-es labdarúgó-Európa-bajnokság:
  - Aranyérmes: 2009
- Labdarúgó-Európa-bajnokság:
  - Bronzérem: 2012
- Világbajnokság:
  - Aranyérmes: 2014

### Egyéni
- Fritz Walter-medál aranyérem (U17): 2007